# Huwei
Huwei (虎尾鎮S, Hǔwěi ZhènP) è un comune di Taiwan, situato nella provincia di Taiwan e nella contea di Yunlin.